# Lacapelle-del-Fraisse
Lacapelle-del-Fraisse – miejscowość i gmina we Francji, w regionie Owernia-Rodan-Alpy, w departamencie Cantal.
Według danych na rok 1990 gminę zamieszkiwały 262 osoby, a gęstość zaludnienia wynosiła 17 osób/km² (wśród 1310 gmin Owernii Lacapelle-del-Fraisse plasuje się na 590. miejscu pod względem liczby ludności, natomiast pod względem powierzchni na miejscu 619.).